# Masoala
Masoala Jum., 1933 è un genere di palme, endemico del Madagascar.

## Tassonomia
Comprende due sole specie:
- Masoala kona Beentje, 1995
- Masoala madagascariensis Jum., 1933